# إيملي مانينغ
إيملي مانينغ (بالإنجليزية: Emily Manning)‏ هي كاتِبة وشاعرة أسترالية، ولدت في 13 مايو 1845 في سيدني في أستراليا، وتوفي بنفس المكان في 25 أغسطس 1890.